# MSK (modulacja)
MSK (ang. Minimum Shift Keying) – odmiana modulacji FSK fal elektromagnetycznych stosowana do przesyłu informacji w telekomunikacji. Jest to w praktyce modulacja CPFSK (ang. Continuous Phase FSK), czyli kluczowanie częstotliwości z ciągłą fazą. Charakteryzuje się dobrymi właściwościami energetycznymi.
W cyfrowej modulacji częstotliwościowej, wartościom „0” i „1” odpowiadają dwa sygnały o różnych częstotliwościach:
{\displaystyle S_{1}(t)=A\cos[\omega _{1}t+\phi (0)]\quad {}} (1a)
{\displaystyle S_{0}(t)=A\cos[\omega _{2}t+\phi (0)]\quad {}} (1b)
gdzie:
{\displaystyle \phi (0)} jest fazą początkową sygnału (dla {\displaystyle t=0}).
Dla modulacji MSK, można wyrazić wzór ogólny sygnału zmodulowanego:
{\displaystyle S(t)=A\cos[\omega _{0}t+\phi (t)]\quad {}} (2)
gdzie:
{\displaystyle \phi (t)=\phi (0)+at} dla sygnału „1” oraz {\displaystyle \phi (t)=\phi (0)-at} dla sygnału „0”.
We wzorze tym, zmienną {\displaystyle a,} zwaną indeksem modulacji, definiuje się następująco:
{\displaystyle a={\frac {\pi }{T_{b}}}h,} co przy założeniu {\displaystyle h=T_{b}(f_{1}-f_{2})} sprowadza się do postaci:
{\displaystyle a={\frac {\pi }{T_{b}}}T_{b}(f_{1}-f_{2})={\frac {1}{2}}(\omega _{1}-\omega _{2})}
wtedy:
{\displaystyle \phi (t)=\phi (0)\pm {\frac {1}{2}}(\omega _{1}-\omega _{2})t.\quad {}} (3)
Jeśli założy się {\displaystyle \omega _{0}={\frac {1}{2}}(\omega _{1}-\omega _{2})} oraz, dla uproszczenia, przyjmie się fazę początkową równą 0, można sprowadzić zależność (2) do wzorów:
{\displaystyle S_{1}(t)=A\cos \left[{\frac {1}{2}}(\omega _{1}+\omega _{2})t+{\frac {1}{2}}(\omega _{1}-\omega _{2})t\right]=A\cos(\omega _{1}t),}
{\displaystyle S_{0}(t)=A\cos \left[{\frac {1}{2}}(\omega _{1}+\omega _{2})t-{\frac {1}{2}}(\omega _{1}-\omega _{2})t\right]=A\cos(\omega _{2}t).}
Aby zapewnić ortogonalność sygnałów reprezentujących „0” i „1”, należy tak dobrać częstotliwości {\displaystyle f_{1}} i {\displaystyle f_{2},} aby spełniały następujący warunek:
{\displaystyle \Delta fT_{b}=h={\frac {1}{2}}n,\quad n=1,2,3\dots }
Jak widać {\displaystyle n_{min}=1,} więc najmniejsza różnica częstotliwości, to różnica o pół cyklu w jednym okresie {\displaystyle T_{b}.} Właśnie taki przypadek zachodzi w modulacji MSK.
Ostatecznie dla modulacji MSK można zapisać:
{\displaystyle \phi (t)=\phi (0)\pm {\frac {\pi }{2T_{b}}}t,}
{\displaystyle S(t)=A\cos \phi (t)\cos(\omega _{0}t)-A\sin \phi (t)\sin(\omega _{0}t),}
człon {\displaystyle \cos \phi (t)} nazywa się składową synfazową i oznaczany jest poprzez I(t), a człon {\displaystyle \sin \phi (t)} – składową kwadraturową Q(t).
Fazę sygnału zmodulowanego można odczytać z tzw. wykresu kratowego fazy:
Przykład wykorzystania wykresu kratowego:
Jak widać z wykresu kratowego, dla parzystych bitów faza początkowa wynosić może 0, {\displaystyle \pi } lub {\displaystyle -\pi ,} wtedy:
{\displaystyle \phi (0)=0\Rightarrow I(t)=\cos \left({\frac {\pi }{2T_{b}}}t\right),}
{\displaystyle \phi (0)=\pi \vee \phi (0)=-\pi \Rightarrow I(t)=-\cos \left({\frac {\pi }{2T_{b}}}t\right).}
Dla nieparzystych bitów, faza początkowa może wynosić {\displaystyle +\pi /2} lub {\displaystyle -\pi /2{:}}
{\displaystyle \phi (T_{b})=+{\frac {\pi }{2}}\Rightarrow Q(t)=\sin \left({\frac {\pi }{2T_{b}}}t\right),}
{\displaystyle \phi (T_{b})=-{\frac {\pi }{2}}\Rightarrow Q(t)=-\sin \left({\frac {\pi }{2T_{b}}}t\right).}
Aby określić diagram konstalacji modulacji MSK, zapisać można sygnał zmodulowany w postaci:
{\displaystyle S(t)={\sqrt {E_{b}}}\Phi _{1}(t)-{\sqrt {E_{b}}}\Phi _{2}(t),}
we wzorze tym:
{\displaystyle \Phi _{1}(t)={\sqrt {\frac {2}{Tb}}}\cos \phi (t)\cos(\omega _{0}t),}
{\displaystyle \Phi _{2}(t)={\sqrt {\frac {2}{Tb}}}\sin \phi (t)\sin(\omega _{0}t).}
|   | {\displaystyle \phi (0)} | znak {\displaystyle \Phi _{1}} | {\displaystyle \phi (T_{b})} | znak {\displaystyle \Phi _{2}} | znak {\displaystyle -\Phi _{2}} | Przesyłane bity |
| - | ------------------------ | ------------------------------ | ---------------------------- | ------------------------------ | ------------------------------- | --------------- |
| 1 | 0                        | +                              | {\displaystyle \pi /2}       | +                              | –                               | 1               |
| 2 | {\displaystyle \pi }     | –                              | {\displaystyle \pi /2}       | +                              | –                               | 0               |
| 3 | {\displaystyle \pi }     | –                              | {\displaystyle -\pi /2}      | –                              | +                               | 1               |
| 4 | 0                        | +                              | {\displaystyle -\pi /2}      | –                              | +                               | 0               |
Na podstawie powyższej tabeli, utworzyć można diagram konstelacji dla modulacji MSK:
Modulację MSK cechuje dużo węższe widmo częstotliwościowe niż QPSK/BPSK. MSK jest więc znacznie oszczędniejsza energetycznie. Dzięki temu jest powszechnie stosowana w telekomunikacji (zwłaszcza GMSK). Schemat modulatora MSK:
Sygnał na wejściu filtrów pasmowych:
{\displaystyle y(t)=\cos \omega _{0}t\cos \left({\frac {\pi }{2T_{b}}}t\right)={\frac {1}{2}}\cos \left[\left(\omega _{0}-{\frac {\pi }{2T_{b}}}\right)t\right]+{\frac {1}{2}}\cos \left[\left(\omega _{0}+{\frac {\pi }{2T_{b}}}\right)t\right]}
{\displaystyle \Phi _{1}(t)={\frac {1}{2}}\cos \left[\left(\omega _{0}+{\frac {\pi }{2T_{b}}}\right)t\right]+{\frac {1}{2}}\cos \left[\left(\omega _{0}+{\frac {\pi }{2T_{b}}}\right)t\right]=\cos \left({\frac {\pi }{2T_{b}}}t\right)\cos(\omega _{0}t)}
{\displaystyle \Phi _{1}(t)={\frac {1}{2}}\cos \left[\left(\omega _{0}-{\frac {\pi }{2T_{b}}}\right)t\right]+{\frac {1}{2}}\cos \left[\left(\omega _{0}+{\frac {\pi }{2T_{b}}}\right)t\right]=\sin \left({\frac {\pi }{2T_{b}}}t\right)\sin(\omega _{0}t)}
{\displaystyle S(t)=m_{I}(t)\cos \left({\frac {\pi }{2T_{b}}}t\right)\cos(\omega _{0}t)-m_{Q}(t)\sin \left({\frac {\pi }{2T_{b}}}t\right)\sin(\omega _{0}t).}